# 派克国家森林
派克国家森林（英語：Pike National Forest）位于美国科羅拉多州弗兰特岭，科罗拉多斯普林斯的西边。森林内有派克峰和著名的眾神花園，总面积1,106,604英畝（4,478.27平方），位于克利爾克里克縣、特勒縣、帕克縣、杰斐逊县、道格拉斯縣和厄爾巴索縣内。